# Овчарово
Село Овчарово се налази у општини Трговиште у Бугарској. Према подацима од 21. јула 2005. године има 728 становника.